# Włodzimierz Wyszkowski
Włodzimierz Wyszkowski (ur. 17 czerwca 1877 w Żmerynce, zm. ?) – oficer i urzędnik w okresie II Rzeczypospolitej.

## Życiorys
Urodził się w 1877 na obszarze Imperium Rosyjskiego. Absolwent Szkoły Handlową Marynarki. Został oficerem rosyjskiej marynarki wojennej. Podczas I wojny światowej 1914–1918 odbywał służbę na akwenie Morza Białego.
Po odzyskaniu przez Polskę niepodległości w okresie II Rzeczypospolitej wstąpił do służby państwowej. Od stycznia 1919 był Komisarzem ludowym (wzgl. rządowym) na powiat włoszczowski, a wkrótce objął urząd starosty tego powiatu. Z tego stanowiska został 16 września 1920 przeniesiony na urząd starosty powiatu ciechanowskiego, później powiatu grójeckiego i powiatu mławskiego. Od 1934 ponownie był starostą powiatu włoszczowskiego. Z tego urzędu we wrześniu 1937 został zwolniony ze względu na wiek i przeniesiony w stan spoczynku.
Jego pierwszą żoną była od 1905 Antonina z Banaszkiewiczów, z którą miał syna Edwarda (ur. 1907), a drugą od 1914 Emilia Patek z Tymienieckich.

## Ordery i odznaczenia
- Złoty Krzyż Zasługi (7 listopada 1929)[3]